# Iceland Defense Force
La Iceland Defense Force (IDF) è stato un corpo militare attivo dal 1951 al 2006, voluto dalle autorità islandesi per la tutela militare dell'isola. La sua sede centrale è stata la città di Keflavík. Guidata dagli Stati Uniti d'America, la struttura militare del corpo era formata da 1350 soldati americani, 100 civili del Dipartimento della difesa degli Stati Uniti e 650 islandesi sia civili che militari, ma hanno prestato servizio in essa anche soldati provenienti da Norvegia, Danimarca, Canada, Paesi Bassi e Regno Unito.
Un contingente di Marines era responsabile per la difesa del suolo, la difesa aerea era invece affidata al gruppo 85, parte integrante dell'Aviazione degli Stati Uniti. In caso di minaccia o attacco dell'isola, la Marina degli Stati Uniti d'America era autorizzata ad intervenire.
Il 15 marzo 2006 l'ambasciata statunitense, ha annunciato il ritiro degli Stati Uniti d'America dall'isola, ritiro che viene ultimato verso la fine di settembre del 2006.